# Volkswagen Jetta
De Volkswagen Jetta is een compacte middenklasse automobiel van automerk Volkswagen. In feite gaat het om de sedan-versie van de Volkswagen Golf. In Europa en Zuid-Amerika verdween de naam Jetta in 1992 toen hij werd vervangen door de Vento. Die werd in 1998 weer vervangen door de Bora. In 2005 werd de opvolger van dat model weer Jetta genoemd. In bepaalde landen, waaronder Mexico, stond de Jetta bekend onder de naam Atlantic.
In Noord-Amerika en Zuid-Afrika heeft het model altijd Jetta geheten. Deze sedan werd ontworpen omdat de Noord-Amerikaanse markt vroeg om sedans terwijl de Golf een hatchback was. De Volkswagen Jetta is tot nog toe de best verkochte Europese auto op de Noord-Amerikaanse markt.

## Jetta mk I (1979-1984)

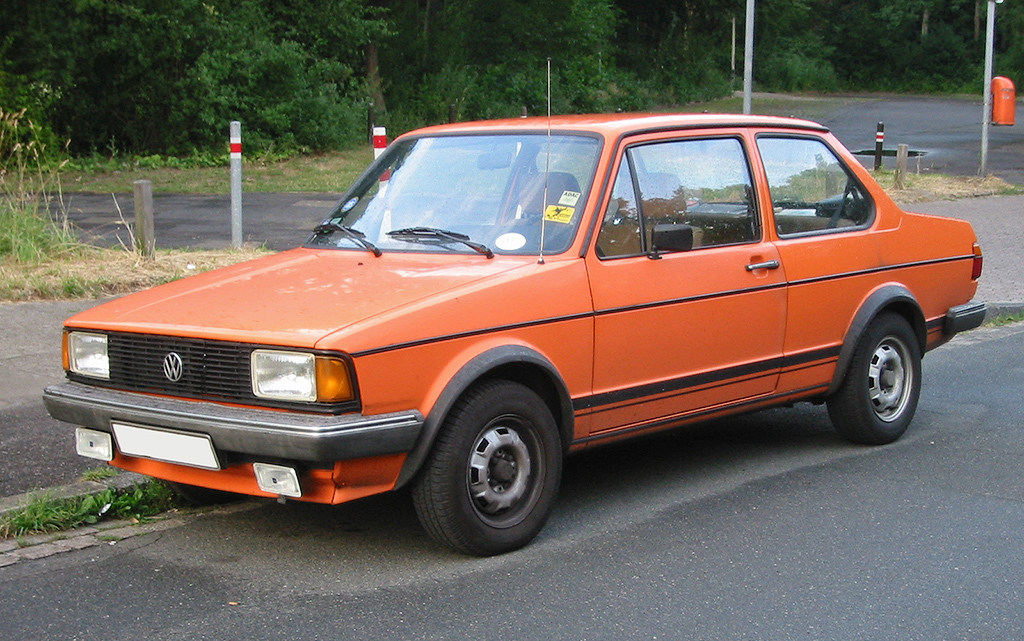
VW Jetta mk I

De eerste generatie van de Volkswagen Jetta werd geïntroduceerd in 1979 (1980 in Noord-Amerika). De auto was te verkrijgen als coupé en als sedan. Hij werd getekend door Giorgetto Giugiaro van ItalDesign.
Een afgeleide versie van de Jetta mk I, de Fox, bleef tot het einde van de jaren negentig in productie in Zuid-Afrika.
Eerst werd de Jetta mk I aangedreven door een viercilinder 1,6-liter motor met 78 pk. In 1981 werd de cilinderinhoud opgetrokken tot 1,7-liter wat het vermogen tot 74 pk bracht. Verder was er ook een 1,6-liter dieselmotor met 50 pk beschikbaar. In 1984, het laatste productiejaar van de mk I, was ook een 1,8-liter van 90 pk te verkrijgen.

## Jetta mk II (1984-1992)

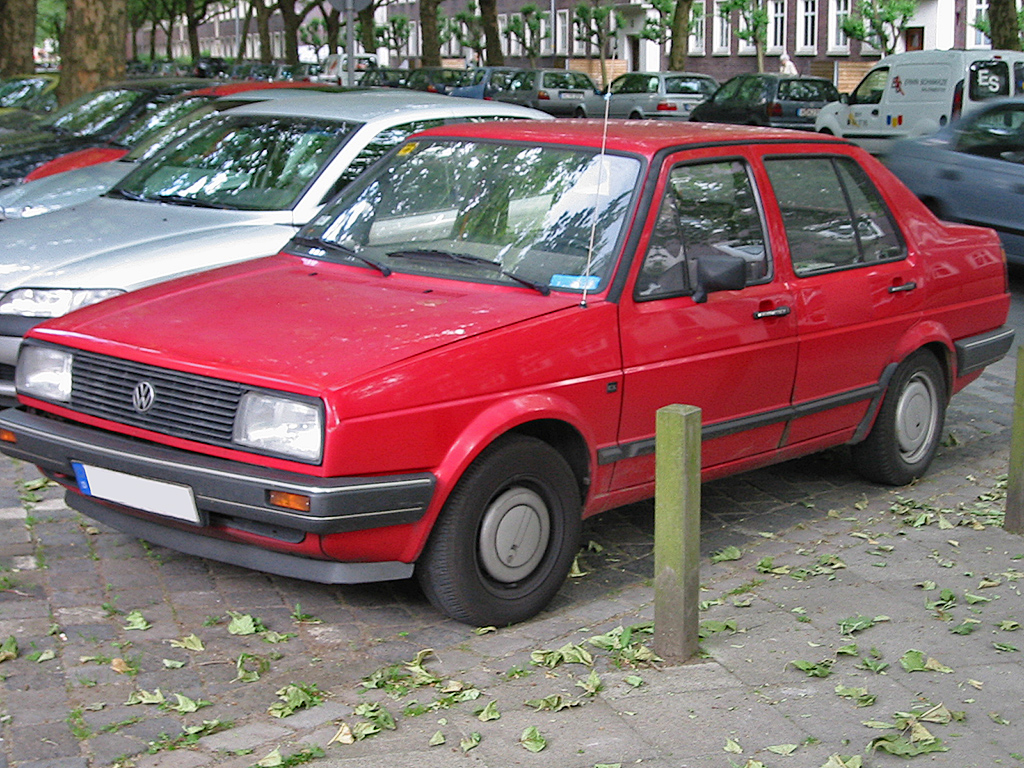
VW Jetta mk II

De Volkswagen Jetta mk II is tot op heden de langst geproduceerde generatie. Hij werd geïntroduceerd in 1984 (1985 in Noord-Amerika) en bleef tot 1992 in productie. De mk II werd voor Volkswagen een commercieel succes. In Noord-Amerika werden er dubbel zoveel verkocht als de Volkswagen Golf. De mk II zorgde er ook voor dat de Volkswagen Jetta de best verkochte Europese auto in Noord-Amerika werd.
De mk II was net als de mk I te verkrijgen als coupé en als sedan. Door de productiejaren heen werd weinig veranderd aan de buitenzijde van de Jetta mk II. In 1990 werden grotere bumpers in koetswerkkleur toegevoegd en af en toe kwam er een nieuw radiatorrooster.
De basisversies en de GL-versies van de mk II werden aangedreven door een 1,8-liter I4-motor van 85 pk. Later werden nog motoren van 100 en 105 pk toegevoegd. Er was ook nog een 1,3-liter van 54 pk. Naast deze benzinemotoren waren ook drie dieselmotoren beschikbaar. Alle 1,6-motoren van 52 pk, een turbodiesel van 68 pk en ECOdiesel van 59 pk. Deze laatste werd pas vanaf 1991 aangeboden.
De meer sportieve GLI-versie had de 1,8-liter van 100 pk. In 1987 werd Volkswagens eerste motor met dubbele bovenliggende nokkenas geïntroduceerd in de Jetta. Een 1,8-liter DOHC met 123 pk. In 1990 kwam daar de 2-liter DOHC van 134 pk bij. Ook was er nog de GT, deze versie had de motor van een Golf GTI.
De Jetta mk II was verder een van de eerste modellen die Volkswagen, in joint venture met First Auto Works, bouwde in China.

## Jetta mk V (2005-2011)

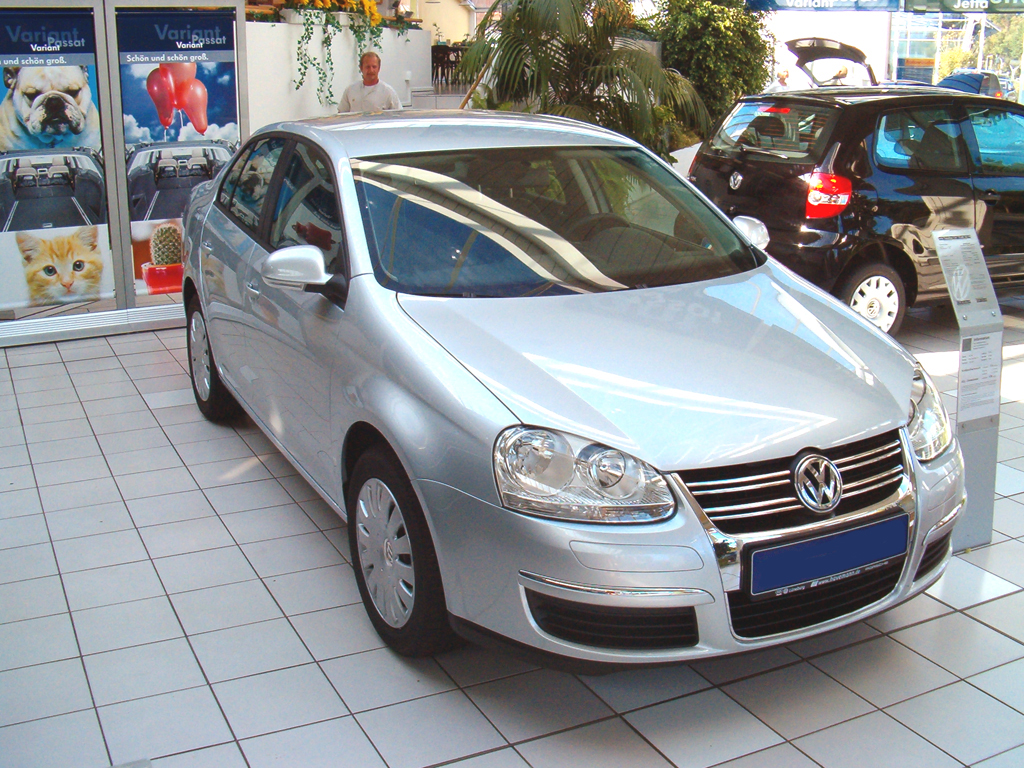

De vijfde generatie van de Jetta werd in januari 2005 voorgesteld op de Los Angeles Auto Show. De mk V wordt gebouwd in Puebla, Mexico en wordt vandaaruit geëxporteerd naar Europa en Noord-Amerika. Ook in Europa heet het model weer Jetta. De mk V is groter ten opzichte van de vorige generatie, wat resulteert in een ruimer interieur. Een belangrijke vernieuwing is tevens de onafhankelijke ophanging. De Jetta mk V werd getekend door Walter de'Silva.
In Noord-Amerika kwam de mk V uit in maart 2005. Later dat jaar kwam er ook de GLI-versie uit. De Noord-Amerikaanse verkoop van het model viel tegen in 2005. Algemeen kreeg de mk V een goede beoordeling van de critici, maar er werd opgemerkt dat het design erg Japans lijkt en veel overeenkomsten heeft met de Toyota Corolla. Verder werd de prijs te hoog bevonden voor een wagen uit de compact-klasse.
In Europa verscheen de mk V opnieuw als Jetta in mei 2005. In bepaalde werelddelen wordt de naam Vento of Bora nog gebruikt, meestal omdat een vorige generatie er ook nog verkocht wordt. Zo wordt de mk IV in Mexico verkocht als Jetta en de mk V als Bora. In China wordt de mk II nog als Jetta verkocht, de mk IV als Bora en de mk V als Sagitar.
Het motorgamma voor benzine motoren bestaat uit VW's nieuwe FSI en TSI-motoren met directe benzine inspuiting. Speciaal voor de Amerikaanse markt is er een 2,5-liter vijfcilinder motor beschikbaar die niet in Europa verkrijgbaar is. De dieselmotoren zijn er in een 1,9 TDI met 105 pk en een 2-liter TDI met 140 en 170 pk.
Gegevens van de basismodellen:

#### Benzine
| Jetta      | Jetta     | Jetta     | Jetta   | Jetta    | Jetta  | Jetta      | Jetta       | Jetta       |
| Type       | Motor     | Motor     | Motor   | Vermogen | Koppel | 0–100 km/h | Topsnelheid | Jaartal     |
| Type       | Inhoud    | Cilinders | Kleppen | Vermogen | Koppel | 0–100 km/h | Topsnelheid | Jaartal     |
| ---------- | --------- | --------- | ------- | -------- | ------ | ---------- | ----------- | ----------- |
| 1.6        | 1.595 cm³ | 4-in-lijn | 8V      | 102 pk   | 148 Nm | 12,2 s     | 186 km/h    | 2005 - 2011 |
| 1.6 FSI    | 1.598 cm³ | 4-in-lijn | 16V     | 115 pk   | 155 Nm | 11,1 s     | 194 km/h    | 2006 - 2008 |
| 1.4 TSI    | 1.390 cm³ | 4-in-lijn | 16V     | 122 pk   | 200 Nm | 9,8 s      | 199 km/h    | 2008 - 2011 |
| 1.4 TSI    | 1.390 cm³ | 4-in-lijn | 16V     | 140 pk   | 220 Nm | 9,3 s      | 207 km/h    | 2006 - 2008 |
| 2.0 FSI    | 1.984 cm³ | 4-in-lijn | 16V     | 150 pk   | 200 Nm | 9,2 s      | 211 km/h    | 2005 - 2008 |
| 1.4 TSI    | 1.390 cm³ | 4-in-lijn | 16V     | 160 pk   | 250 Nm | 8,5 s      | 220 km/h    | 2006 - 2011 |
| 1.4 TSI GT | 1.390 cm³ | 4-in-lijn | 16V     | 170 pk   | 240 Nm | 8,3 s      | 222 km/h    | 2006 - 2008 |
| 2.0 TFSI   | 1.984 cm³ | 4-in-lijn | 16V     | 200 pk   | 280 Nm | 7,5 s      | 235 km/h    | 2006 - 2011 |

#### Diesel
| Jetta              | Jetta     | Jetta     | Jetta   | Jetta    | Jetta  | Jetta      | Jetta       | Jetta       |
| Type               | Motor     | Motor     | Motor   | Vermogen | Koppel | 0–100 km/h | Topsnelheid | Jaartal     |
| Type               | Inhoud    | Cilinders | Kleppen | Vermogen | Koppel | 0–100 km/h | Topsnelheid | Jaartal     |
| ------------------ | --------- | --------- | ------- | -------- | ------ | ---------- | ----------- | ----------- |
| 1.9 TDI            | 1.896 cm³ | 4-in-lijn | 8V      | 90 pk    | 210 Nm | 13,8 s     | 176 km/h    | 2004 - 2008 |
| 1.9 TDI            | 1.896 cm³ | 4-in-lijn | 8V      | 105 pk   | 250 Nm | 11,9 s     | 189 km/h    | 2006 - 2008 |
| 1.6 TDI            | 1.598 cm³ | 4-in-lijn | 8V      | 105 pk   | 250 Nm | 12,0 s     | 187 km/h    | 2009 - 2011 |
| 1.9 TDI BlueMotion | 1.896 cm³ | 4-in-lijn | 8V      | 105 pk   | 250 Nm | 11,9 s     | 190 km/h    | 2008 - 2009 |
| 2.0 TDI            | 1.968 cm³ | 4-in-lijn | 16V     | 140 pk   | 320 Nm | 9,7 s      | 207 km/h    | 2005 - 2011 |
| 2.0 TDI            | 1.968 cm³ | 4-in-lijn | 16V     | 170 pk   | 350 Nm | 8,6 s      | 222 km/h    | 2006 - 2011 |

## Jetta mk VI (2011-2018)

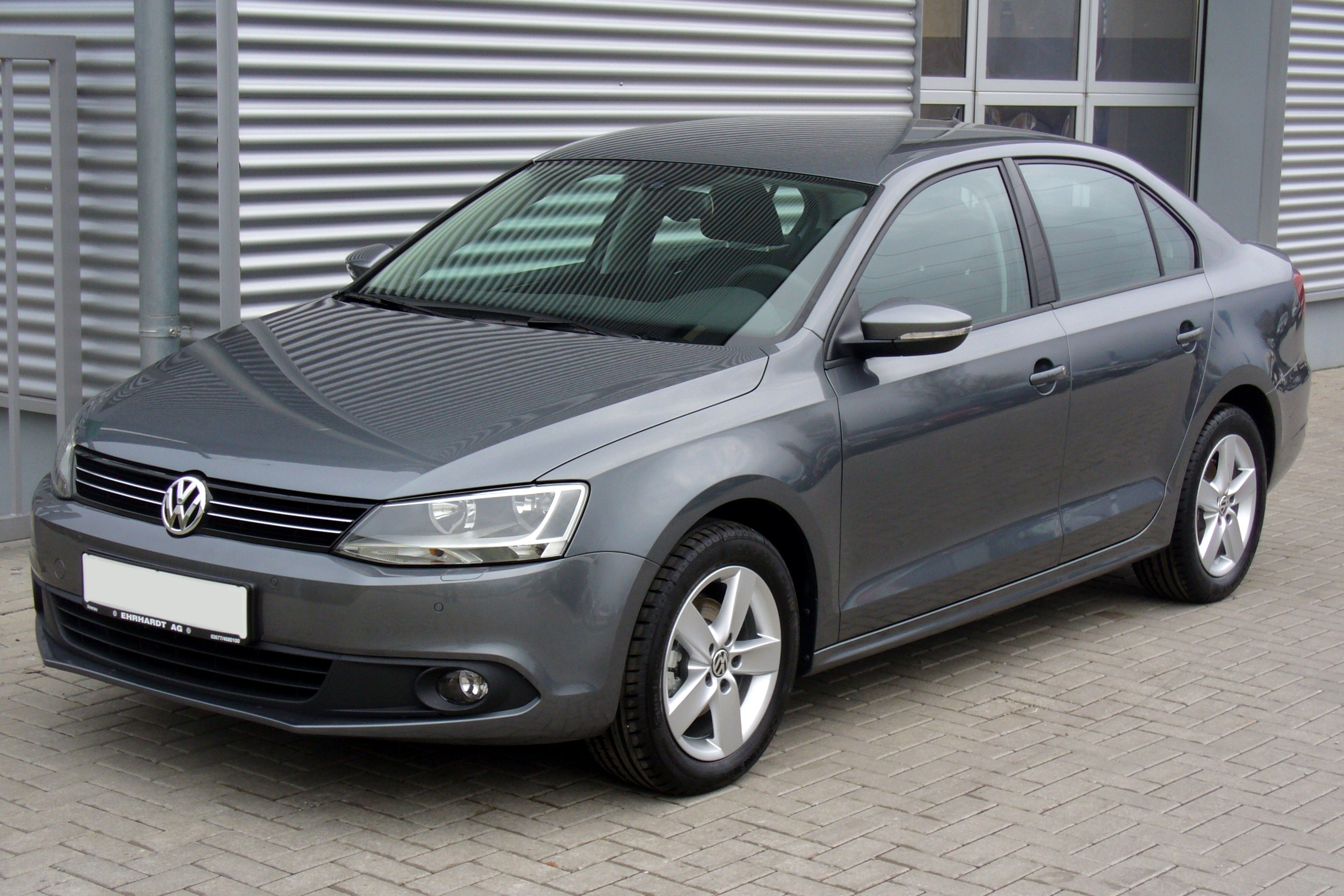
Zesde generatie Volkswagen Jetta

Eind 2010 werd er een nieuwe Jetta op de Noord-Amerikaanse markt geïntroduceerd. Vanaf 2011 is de nieuwe Jetta verkrijgbaar in Europa. De nieuwe Jetta heeft een langere wielbasis gekregen waardoor de binnenruimte toenam. De nieuwe Jetta ligt eigenlijk qua grootte op de bodem van het D-segment. Per 1 januari 2014 is de Jetta niet meer verkrijgbaar op de Nederlandse markt.

### Motoren
Gegevens van de basismodellen:

#### Benzine
| Jetta                    | Jetta     | Jetta     | Jetta   | Jetta    | Jetta                        | Jetta                          | Jetta      | Jetta       | Jetta       |
| Type                     | Motor     | Motor     | Motor   | Vermogen | Koppel                       | Transmissie                    | 0–100 km/h | Topsnelheid | Jaartal     |
| Type                     | Inhoud    | Cilinders | Kleppen | Vermogen | Koppel                       | Transmissie                    | 0–100 km/h | Topsnelheid | Jaartal     |
| ------------------------ | --------- | --------- | ------- | -------- | ---------------------------- | ------------------------------ | ---------- | ----------- | ----------- |
| 1.2 TSI BMT              | 1.190 cm³ | 4-in-lijn | 8V      | 105 pk   | 175 Nm bij 1.550 - 4.100 tpm | handgeschakelde 6-bak          | 10,9 s     | 190 km/h    | 2011 - 2014 |
| 1.4 TSI                  | 1.390 cm³ | 4-in-lijn | 16V     | 122 pk   | 200 Nm bij 1.900 - 4.000 tpm | handgeschakelde 6-bak of 7-DSG | 9,8 s      | 202 km/h    | 2011 - 2012 |
| 1.4 TSI (met compressor) | 1.390 cm³ | 4-in-lijn | 16V     | 160 pk   | 240 Nm bij 1.400 - 4.500 tpm | handgeschakelde 6-bak of 7-DSG | 8,3 s      | 221 km/h    | 2011 - 2014 |
| 2.0 TSI                  | 1.980 cm³ | 4-in-lijn | 16V     | 200 pk   | 280 Nm bij 1.700 - 5.200 tpm | handgeschakelde 6-bak of 6-DSG | 7,5 s      | 238 km/h    | 2011 - 2012 |

Hybride
| Jetta          | Jetta     | Jetta     | Jetta   | Jetta                 | Jetta               | Jetta       | Jetta      | Jetta       | Jetta       |
| Type           | Motor     | Motor     | Motor   | Vermogen gecombineerd | Koppel gecombineerd | Transmissie | 0–100 km/h | Topsnelheid | Jaartal     |
| Type           | Inhoud    | Cilinders | Kleppen | Vermogen gecombineerd | Koppel gecombineerd | Transmissie | 0–100 km/h | Topsnelheid | Jaartal     |
| -------------- | --------- | --------- | ------- | --------------------- | ------------------- | ----------- | ---------- | ----------- | ----------- |
| 1.4 TSI Hybrid | 1.390 cm³ | 4-in-lijn | 16V     | 170 pk                | 250 Nm              | 7-DSG       | 8,6 s      | 210 km/h    | 2011 - 2014 |

#### Diesel
| Jetta       | Jetta     | Jetta     | Jetta   | Jetta    | Jetta                        | Jetta                          | Jetta      | Jetta       | Jetta       |
| Type        | Motor     | Motor     | Motor   | Vermogen | Koppel                       | Transmissie                    | 0–100 km/h | Topsnelheid | Jaartal     |
| Type        | Inhoud    | Cilinders | Kleppen | Vermogen | Koppel                       | Transmissie                    | 0–100 km/h | Topsnelheid | Jaartal     |
| ----------- | --------- | --------- | ------- | -------- | ---------------------------- | ------------------------------ | ---------- | ----------- | ----------- |
| 1.6 TDI BMT | 1.598 cm³ | 4-in-lijn | 16V     | 105 pk   | 250 Nm bij 1.500 - 2.500 tpm | handgeschakelde 5-bak of 7-DSG | 11,7 s     | 190 km/h    | 2011 - 2014 |
| 2.0 TDI BMT | 1.968 cm³ | 4-in-lijn | 16V     | 140 pk   | 320 Nm bij 1.750 tpm         | handgeschakelde 6-bak of 6-DSG | 9,5 s      | 210 km/h    | 2011 - 2014 |

## Jetta mk VII (2018-)

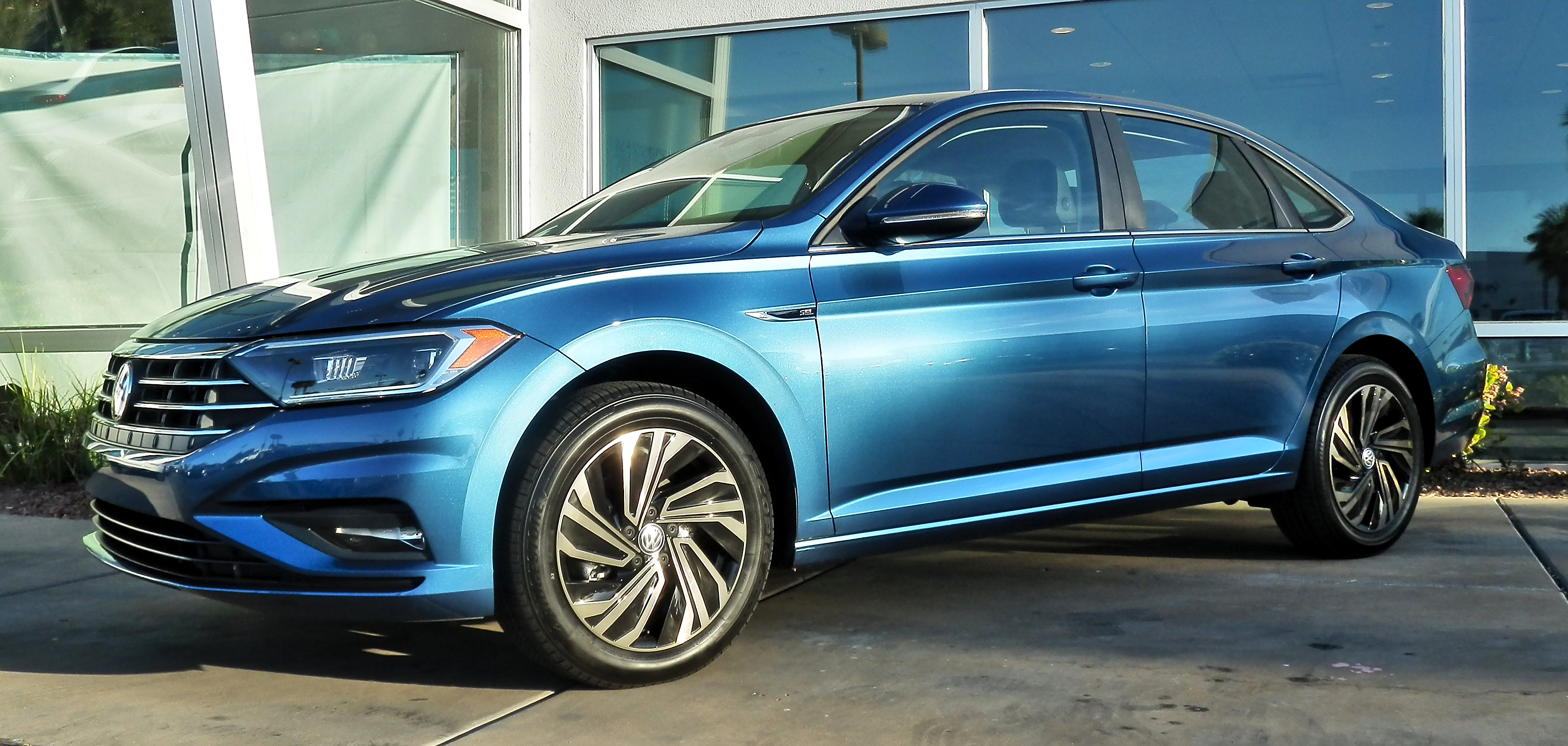
Volkswagen Jetta VII

In 2018 werd de nieuwe Jetta gelanceerd. Het voertuig was een stuk groter dan de mk VI en kreeg het nieuwe informatiesysteem van Volkswagen aan boord. Ook werd er Apple Carplay en Android Auto ingebouwd. 
De Jetta is exclusief in Amerika en China te verkrijgen. In Zuid-Amerika heeft het model de Volkswagen Vento, in China heet hij de Volkswagen Sagtair. 
De Jetta werd standaard geleverd met een 1,4l Turbocharged I4 motor, maar later kwamen er meerdere I4 motoren beschikbaar voor het model. 
In 2021 kreeg het voertuig een facelift met een nieuw uiterlijk.